# High-Definition Multimedia Interface
High-Definition Multimedia Interface (HDMI, pronuncia italiana: /akkaˈdi ɛmmeˈi/; pronuncia inglese: /eɪtʃ diː ɛm aɪ/; lett. "interfaccia multimediale ad alta definizione") è un'interfaccia audio/video usato per trasferire dati video e dati audio digitali compressi o non compressi, da una sorgente HDMI compatibile (per esempio da un controller video, una console per videogiochi, ecc.) a un monitor, un proiettore, un televisore digitale e in generale a un dispositivo audio/video digitale compatibile.
I fondatori dell'interfaccia HDMI sono Hitachi, Panasonic, Philips, Silicon Image, Sony, Thomson, RCA e Toshiba. L'organizzazione Digital Content Protection (LLC) provvede alla tecnologia di protezione dei contenuti (HDCP è stato sviluppato da Intel). Lo standard HDMI gode anche dell'appoggio dei principali produttori cinematografici quali Fox, Universal, Warner Bros. e Disney e degli operatori televisivi DirecTV ed EchoStar (DISH Network), di CableLabs e Samsung.

## Storia
Lo sviluppo di HDMI è iniziato il 16 aprile 2002, con l'obiettivo di creare un connettore AV che fosse compatibile con il DVI. In quel periodo DVI-HDCP (DVI con HDCP) e DVI-HDTV (DVI-HDCP mediante lo standard video CEA-861-B) venivano usati su televisori ad alta definizione. HDMI 1.0 è stato progettato per migliorare lo standard DVI-HDTV utilizzando però un connettore più piccolo, per aggiungere funzionalità audio, migliorare il supporto YCbCr ed integrare funzioni di controllo per l'elettronica di consumo.
Il primo ATC (Authorized Testing Center) per la verifica dei prodotti HDMI è stato aperto da Silicon Image il 23 giugno 2003, in California negli Stati Uniti. La prima ATC in Giappone è stata inaugurata da Panasonic il 1º maggio 2004 ad Osaka. La prima ATC in Europa è stata aperta da Philips il 25 maggio del 2005 a Caen in Francia. La prima ATC in Cina è stata aperta da Silicon Image il 21 novembre 2005 a Shenzhen, mentre Il primo ATC in India è stato aperto da Philips il 12 giugno 2008 a Bangalore. Il sito HDMI contiene un elenco di tutti gli ATC.
Secondo In-Stat il numero di dispositivi HDMI venduti nel 2004 è stato di 5 milioni, 17 milioni nel 2005, 63 milioni nel 2006 e 143 milioni nel 2007. HDMI è diventato lo standard de facto per i televisori ad alta definizione e, secondo In-Stat, nel 2007 il 90% circa di televisori digitali è provvisto di porta HDMI. In-Stat ha stimato che nel 2008 sono stati venduti 229 milioni di dispositivi con HDMI. In data 8 aprile 2008 oltre 850 aziende di elettronica di consumo e PC hanno adottato la specifica HDMI. Il 7 gennaio 2009 HDMI Licensing (LLC) ha annunciato che è stata raggiunta una base installata di oltre 600 milioni di dispositivi HDMI. In-Stat ha previsto che entro la fine del 2009 tutti i televisori digitali dovrebbero avere almeno un ingresso HDMI.
Il 25 ottobre 2011 è stato istituito il Forum HDMI dai fondatori di HDMI per creare un'organizzazione aperta, in modo che le aziende interessate possano partecipare allo sviluppo delle relative specifiche. Tutti i membri del Forum HDMI hanno pari diritti di voto, possono partecipare al gruppo tecnico di lavoro ed essere eletti come membro del consiglio di amministrazione. Non vi è alcun limite al numero di aziende, queste però devono pagare una quota annuale di 15.000 dollari, con un'ulteriore tassa annua di 5.000 dollari per le aziende che fanno parte del consiglio di amministrazione. Il consiglio di amministrazione sarà composto da 11 aziende, elette ogni 2 anni da un voto generale dei membri del Forum HDMI. Il futuro sviluppo delle specifiche HDMI si svolgerà nel Forum HDMI e sarà costruito sulle specifiche HDMI 1.4b. Dal 25 ottobre 2011 il Forum HDMI è diventato responsabile dello sviluppo di tutte le specifiche dell'interfaccia.
L'8 gennaio 2013 la HDMI Licensing (LLC) ha annunciato che più di 1.300 aziende hanno adottato lo standard HDMI, e che dal suo lancio sono stati venduti più di 3 miliardi di dispositivi.
L'interfaccia HDMI è utilizzata anche nel settore videoludico. Le console che ne fanno attualmente uso sono: PS3, Xbox 360, Wii U, PS4, PS4 Pro, Xbox One, Xbox One X, Nintendo Switch, PS5, PS5 Pro, Xbox Series S, Xbox Series X.

## Caratteristiche
HDMI implementa lo standard EIA/CEA-861 che definisce i formati video e le forme d'onda, il trasporto di audio compresso, non compresso e LPCM, i dati ausiliari e le implementazioni di VESA EDID. I segnali video trasportati dallo standard CEA-861 dell'HDMI sono elettricamente compatibili con i segnali CEA-861 utilizzati dal DVI (Digital Visual Interface), per questo motivo quando si utilizza un adattatore DVI-HDMI non è necessaria alcuna conversione del segnale e non vi è perdita di qualità video.
Dopo l'introduzione sul mercato di questa tecnologia sono state sviluppate varie versioni, le quali utilizzano gli stessi tipi di connettore. Sono state migliorate le prestazioni audio e video, la risoluzione e lo spazio dei colori; inoltre le versioni più recenti dispongono di caratteristiche opzionali avanzate come il 3D, la connessione Ethernet e la funzione CEC (Consumer Electronics Control).
La produzione di dispositivi che utilizzano l'HDMI è iniziata verso la fine del 2003. In Europa l'HDMI e la DVI-HDCP sono apparse in televisori per HDTV in vendita nei negozi ed etichettati con il logo HD ready, i requisiti sono stati fissati nel 2005 da EICTA e SES Astra. Nel 2006 l'HDMI ha cominciato ad apparire su videocamere HDTV e fotocamere digitali. L'8 gennaio 2013 (dieci anni dopo il debutto della prima specifica HDMI) sono stati venduti oltre 3 miliardi di dispositivi con interfaccia HDMI.

## Specifiche tecniche
La specifiche HDMI definiscono i protocolli, i tipi di segnale, le interfacce elettriche e i requisiti meccanici dello standard. Le caratteristiche tecniche dell'HDMI sono in costante evoluzione e ogni nuova versione viene identificata con un numero univoco. La prima versione denominata HDMI 1.0 era in grado di raggiungere un bitrate massimo di 4,9 Gb/s (165 MHz), sufficiente per una risoluzione di 1080p e WUXGA (1920 × 1200) a 60 Hz. Con l'HDMI 1.3 si arriva ad un bitrate di 10,2 Gb/s (340 MHz), permettendo così risoluzioni più alte come WQXGA (2560 × 1600). Nel 2013 l'HDMI 2.0 è in grado di supportare 32 canali audio e di trasmettere un segnale video con banda passante massima di 18 Gbit/s, permettendo così il supporto ai video 4K (2160p).

### Modalità di trasferimento del segnale audio/video
HDMI supporta 3 modalità di trasferimento del segnale video (standard, enhanced e alta definizione) e del segnale audio digitale multicanale, su un unico cavo. Questi dati video vengono codificati in tecnologia TMDS e trasmessi in modalità digitale su un canale HDMI. Lo standard prevede il supporto per segnali audio digitali non compressi a più canali; a partire dalla versione 1.2 sono supportati fino a 8 canali audio a 1 bit, la stessa tecnologia usata dai Super Audio CD. L'HDMI non dipende dai vari standard di televisione digitale quali ATSC o DVB.
La trasmissione dei dati video, audio e ausiliari che avviene sul canale TMDS viene effettuato in tre periodi differenti, durante il periodo relativo ai dati video viene trasmessa una linea dell'immagine, e tra una riga e l'altra vengono trasmessi i dati relativi all'audio e ai dati ausiliari, inframmezzati a loro volta da un periodo in cui sono trasmessi dati di controllo.

### Formati supportati
L'HDMI è compatibile con tutti i principali formati video digitali. Tra le innovazioni che si sono susseguite nel corso dello sviluppo dello standard vi è anche l'aumento della massima risoluzione video supportata. Inizialmente era la 1080p utilizzata dalla televisione ad alta definizione e dai supporti ottici HD DVD e Blu-ray, dalla versione 1.4 si è arrivati al formato 2160p (4K) di TV e proiettori. Anche la massima profondità dei colori è aumentata notevolmente arrivando a 16 bit per canale per un totale di 48 bit, il che si traduce nella possibilità teorica di codificare oltre 280 000 miliardi di colori. È stato incluso anche il supporto al 3D.

### Meccanismi di protezione dei contenuti
L'HDMI è dotato di un sistema di protezione dei contenuti, o DRM (Digital Rights Management), chiamato HDCP (High-Definition Content Protection), supportato dalla sua versione 1.1 in poi.
L'HDCP è stato sviluppato inizialmente da Intel ed è fornito da una società controllata dal produttore stesso, la Digital Content Protection (LLC), e viene implementato in tutti i prodotti HD DVD e Blu-ray. Si tratta di un meccanismo di codifica che può essere decriptato solo da particolari dispositivi hardware. Quindi in teoria, rispetto ad altri DRM dovrebbe essere più difficile da aggirare da parte dei pirati informatici. Per usufruire dei contenuti ad alta definizione è opportuno utilizzare questa tecnologia abbinata all'interfaccia HDMI: utilizzando altre connessioni, come il video a componenti, il segnale potrebbe essere automaticamente degradato (a seconda del livello di protezione impostato), riducendo la qualità dell'immagine e rendendo quindi inutile l'utilizzo di sorgenti ad alta definizione.

### Canali di comunicazione
L'HDMI ha tre canali di comunicazione fisicamente separati: il DDC, il TMDS e l'opzionale CEC. Con la versione 1.4 dell'HDMI sono stati aggiunti ARC e HEC.

#### Canale TMDS (Transition Minimized Differential Signaling)
Si tratta di una tecnologia di trasmissione dati ad alta velocità utilizzata nelle interfacce HDMI e DVI. Consiste in 3 canali che trasportano i dati audio/video e alcuni dati ausiliari, in grado di raggiungere un volume di dati di 3,4 Gb/s per canale. Con lo standard HDMI 2.0 viene rinnovato il canale TMDS che è in grado di raggiungere un volume dati di 6 Gb/s.
- Tecnica di segnalazione: conforme alla specifica DVI 1.0 Single-link (HDMI Tipo A) o dual-link (HDMI Tipo B).
- Pixel rate video: da 25 a 165 MHz (Tipo A) o 330 MHz (Tipo B).
  - I formati video con pixel rate inferiore a 25 MHz (ad es. 13,5 MHz nel caso del formato 480i/NTSC) sono trasmessi con un meccanismo di ripetizione dei pixel.
- Codifica dei pixel: RGB 4:4:4, YCbCr 4:2:2, YCbCr 4:4:4.
- Velocità di campionamento audio: audio fino a 1536 KHz (con l'HDMI 1.x erano supportate solo le seguenti: 32 kHz, 44,1 kHz, 48 kHz, 88,2 kHz, 96 kHz, 176,4 kHz, 192 kHz).
- Canali audio: fino a 32 (8 con l'HDMI 1.x).
- Rinnovate le specifiche con l'HDMI 2.0

#### Canale CEC
La funzione CEC (Consumer Electronics Control) presente in HDMI consente di controllare vari dispositivi tra di loro e permette all'utente di usare un solo telecomando per controllarli. Le caratteristiche del CEC sono opzionali ed è quindi il produttore della periferica a deciderne l'implementazione. Nel caso in cui tutti i componenti dell'HDMI siano connessi tramite CEC, diventa possibile trasferire i comandi a tutti i componenti tramite un unico dispositivo di controllo. I comandi includono l'accensione e spegnimento, l'avvio della riproduzione, l'abilitazione della modalità standby, la registrazione e altri.
- Basato sul protocollo standard AV Link;
- Utilizzato per le funzioni di controllo a distanza;
- Bus seriale unidirezionale a un conduttore;
- Definito nella specifica HDMI 1.0.

#### Canale DDC (Display Data Channel)
Consente la comunicazione delle specifiche del display come il nome del produttore, il tipo di prodotto, i formati audio e video supportati con le relative risoluzioni, ecc. ai vari dispositivi connessi.
- Tecnica di segnalazione I²C con frequenza di clock a 100 kHz
- Struttura dati E-EDID conforme alle specifiche EIA/CEA-861B e VESA Enhanced EDID.

#### Canali ARC e HEC
La versione 1.4 dell'HDMI introduce due nuovi canali: l'ARC (Audio Return Channel) e l'HEC (HDMI Ethernet Channel). Queste funzionalità utilizzano due pin del connettore: il pin precedentemente non utilizzato e il pin "Rilevazione Hot plug".
ARC è un collegamento audio destinato a sostituire altri cavi tra il televisore e il sistema di un ricevitore A/V o un altoparlante, quando il televisore è quello che genera o riceve il flusso video al posto delle altre apparecchiature.
HEC fornisce una comunicazione bidirezionale Ethernet a 100 Mbit/s, con supporto all'IP e a tutte le tecnologie dell'Ethernet. È anche conosciuto con il nome HEAC (HDMI Ethernet Audio Return Channel).

### Tipi di connettore

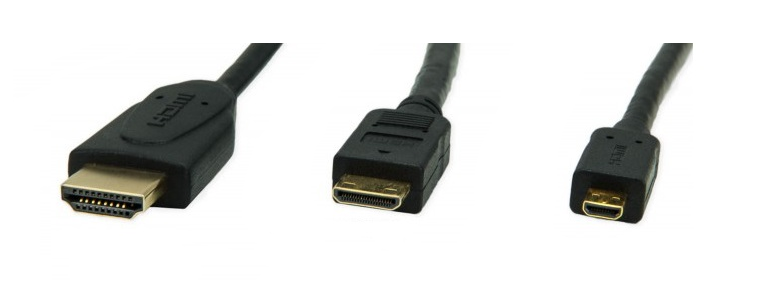
Connettori HDMI: Tipo A, Tipo C (mini), Tipo D (micro)

Lo standard HDMI supporta cinque tipi di connettore: tipo A, B, C, D ed E, in cui le differenze sostanziali sono le dimensioni. Dispositivi aventi diverso tipo di connettore HDMI possono essere interconnessi tramite un cavo opportuno, va però tenuto conto che dimensioni più piccole implicano minore durata: per esempio la versione mini (tipo C) ha 5.000 cicli di accoppiamento contro i 10.000 cicli della versione A. Il connettore di tipo A è a 19 pin; lo standard HDMI 1.0 definisce anche un connettore di tipo B il quale dispone di 29 pin, che però non è stato utilizzato in alcun prodotto.
Tipo AIl connettore HDMI di tipo A, introdotto inizialmente con HDMI 1.0, è il più diffuso: dispone di 19 pin ed è retro-compatibile (elettricamente) con il DVI-D (single link). Misura 13,9 mm x 4,45 mm.
Tipo BIl connettore HDMI di tipo B, sempre introdotto con HDMI 1.0, ha 29 pin ed è destinato a trasportare video DVD-I (DVD interlacciato) tramite dual-link. Tuttavia non è mai stato utilizzato in alcun prodotto perché, con l'introduzione dell'HDMI 1.3, la velocità del collegamento singolo (single-link) ha superato quella del vecchio collegamento dual-link, inoltre il connettore è più grande dello standard single-link per cui è andato perso ogni motivo per un suo utilizzo.
Tipo C (Mini HDMI)Il connettore HDMI di tipo C è stato introdotto con HDMI 1.3: si tratta essenzialmente di un connettore di tipo A di ridotte dimensioni, sviluppato per quegli apparecchi portatili (ad esempio videocamere) che necessitano di componenti di ridotte dimensioni. La superficie del tipo C misura 10.42 mm x 2.42 mm ed è all'incirca 2 volte e mezzo più piccola di quella del tipo A.
Tipo D (Micro HDMI)Nel 2009 è stata annunciata la messa in commercio di un connettore Micro HDMI di tipo D che segue la specifica 1.3, dotato di 19 pin come l'HDMI tradizionale. Il connettore Micro HDMI di tipo D misura 6,4 millimetri × 2,8 millimetri, è grande all'incirca la metà del connettore Mini HDMI di tipo C ed è simile in dimensioni al connettore Micro USB.
Tipo E (Automotive Connection System)Il connettore di tipo E, noto anche come Automotive Connection System, è usato per connettere nelle auto i lettori blu-ray ai rispettivi monitor e altro, rispettando le norme di sicurezza richieste per i connettori interni nelle auto.

### Compatibilità con DVI

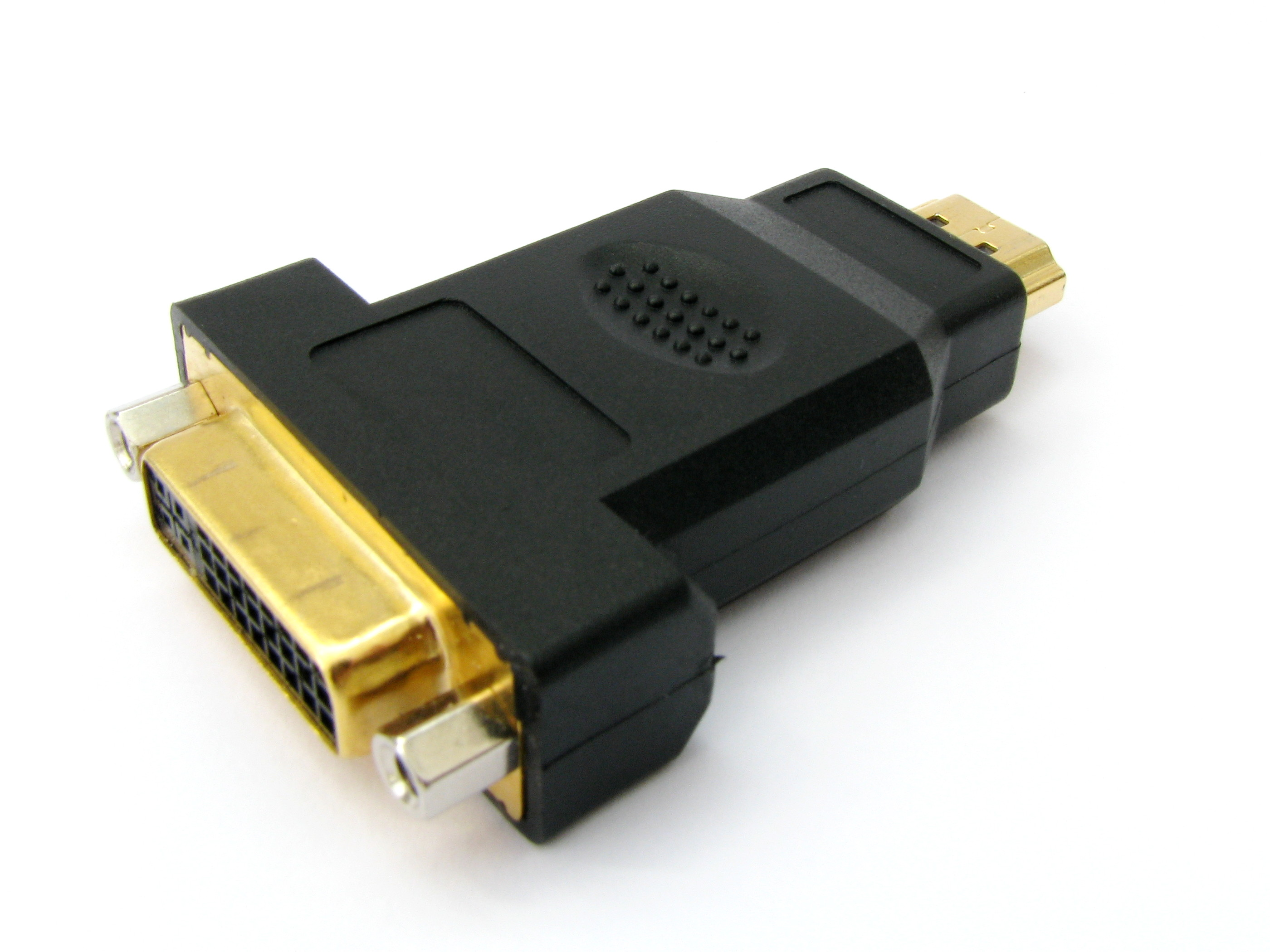
Un adattatore con connettore HDMI (maschio) e DVI (femmina)

L'HDMI tipo A è retrocompatibile con l'interfaccia DVI single-link usata sui monitor e schede grafiche per computer. In tal modo una sorgente di segnale DVI è in grado di gestire un monitor HDMI (o viceversa) attraverso un opportuno cavo o adattatore, anche se è necessario rinunciare all'audio e alle funzioni di controllo remoto previste dallo standard HDMI. Inoltre, per i motivi accennati sopra, in assenza del supporto per la tecnologia di protezione HDCP, il dispositivo di visualizzazione degraderà la qualità e la risoluzione dell'immagine. Analogamente, l'HDMI tipo B è retrocompatibile con la tecnologia DVI dual-link.

### Cavi HDMI e classificazione
Un cavo HDMI è di solito composto da quattro doppini schermati con impedenza di circa 100 Ω, più diversi conduttori separati. Dopo l'introduzione dello standard HDMI 1.4 le specifiche HDMI prevedono diversi tipi di cavi, che si distinguono non più tramite l'indicazione numerica ma tramite specifici loghi, tra cui:
HDMI StandardCavo standard con una banda passante limitata, capace di supportare una sorgente a 1080p o 720p. Tali limitazioni, associate ad una riduzione dei prezzi dei cavi con caratteristiche più avanzate, ne rendono sempre più scarsa la diffusione.
HDMI Standard with EthernetÈ un cavo simile a quello standard ma capace di trasportare anche il segnale di rete. L'uso della porta HDMI per il trasferimento del segnale di rete è però scarsamente diffuso.
HDMI Standard AutomotiveÈ un cavo particolare realizzato per trasportare segnali audio e video all'interno delle automobili.
HDMI High SpeedÈ un cavo ad alta velocità capace di gestire la risoluzione Full HD o superiore, pienamente compatibile con le specifiche HDMI 1.4 e 2.0.
HDMI High Speed with EthernetCavo simile a quello High Speed ma capace di trasportare anche il segnale di rete.

## Versioni

### HDMI 1.0
La prima versione dell'HDMI (1.0) introdotta sul mercato il 9 dicembre 2002, supporta un bitrate massimo di 4,9 Gb/s, fino a 165 Mpixel/s di flusso video (1080p a 60 Hz o UXGA) e audio a 8 canali codificato a 192 kHz e 24 bit.

### HDMI 1.1
La versione 1.1 viene introdotta sul mercato il 20 maggio 2004 e aggiunge il supporto addizionale per la protezione dei contenuti dei DVD Audio.

### HDMI 1.2
La versione 1.2 viene introdotta sul mercato l'8 agosto 2005 ed apporta alcune migliorie:
- Supporto addizionale per i Super Audio CD.
- Connessione HDMI Tipo A disponibile per i PC.
- Disponibilità per i PC di utilizzare colori RGB nativi con l'opzione dei colori YCbCr.
- Supporto per le fonti a bassa tensione.

#### HDMI 1.2a
La versione 1.2a esce nel dicembre 2005 ed introduce il supporto a CEC (Consumer Electronic Control).

### HDMI 1.3
La versione 1.3 viene introdotta sul mercato il 22 giugno 2006 ed apporta alcune migliorie:
- Bitrate aumentato a 10,2 Gb/s (340 MHz).
- Supporto (opzionale) colori 30 bit, 36 bit e 48 bit (RGB o YCbCr).
- Supporto standard colori xvYCC.
- Supporto funzionalità di sincronizzazione audio automatica.
- Supporto (opzionale) uscita Dolby TrueHD e DTS-HD Master Audio stream (formati audio utilizzati con i dischi HD DVD e Blu-ray).
- Possibilità di sync automatico dell'audio.

Il cavo è distribuito in Categoria 1, testato fino a 74,25 MHz, e in Categoria 2, testato fino a 340 MHz. È stato creato anche il nuovo Mini connettore di Tipo C per dispositivi portatili.

#### HDMI 1.3a
Il 10 novembre 2006 esce lo standard HDMI 1.3a il quale introduce modifiche nella struttura del cavo e del ricevitore per il Tipo C, raccomandazioni sulla terminazione lato sorgente e rimozione dei limiti inerenti undershoot e massimi tempi di fronte di salita e discesa del segnale. Cambiano inoltre i limiti di capacità per il canale CEC, chiariscono i limiti di quantizzazione del segnale sRGB e vengono modificati i comandi CEC per la temporizzazione con l'aggiunta dei comandi di controllo audio. Inoltre viene aggiunto il supporto per il flusso ottico SACD nel formato nativo DST, piuttosto che nel formato non compresso DSD come introdotto nelle specifiche HDMI 1.2.

#### HDMI 1.3b, 1.3b1, 1.3c
Le successive versioni HDMI 1.3b, 1.3b1 e 1.3c sono uscite rispettivamente il 26 marzo 2007, 9 novembre 2007 e 25 agosto 2008. Esse non introducono differenze di funzioni, prestazioni o caratteristiche rispetto alle precedenti, ma descrivono il testing per prodotti basati sulle specifiche HDMI 1.3a, in merito alla conformità su HDMI (1.3b), al Mini connettore di Tipo C HDMI (1.3b1) e ai cavi HDMI attivi (1.3c).

### HDMI 1.4
La versione 1.4 esce sul mercato il 28 maggio 2009 e introduce diverse novità:
- Supporto ad almeno 7 formati 3D;
- Supporto alla comunicazione bidirezionale, che include la connessione Ethernet fino a 100 Mbps e lo streaming del flusso audio;
- Funzionalità HEC (HDMI Ethernet Channel);
- Supporto al canale di ritorno per l'audio (ARC, Audio Return Channel);
- Supporto alle risoluzioni 3840x2160 a 24 Hz, 25 Hz e 30 Hz e 4096x2160 a 24 Hz;[43]
- Funzionalità ACE (Automatic Content Enhancement);
- Supporto a nuove gamme di colori: sYCC601, AdobeRGB, e AdobeYCC601;
- Nuovo mini connettore a 19 pin.

Insieme alla versione 1.4 viene annunciata la nuova classificazione dei cavi HDMI, dal 18 novembre 2010 tutti i cavi in commercio hanno l'obbligo di essere identificati con una delle categorie.

#### HDMI 1.4a
Nel marzo 2010 esce la versione 1.4a che migliora la trasmissione dei dati 3D.

#### HDMI 1.4b
Nel novembre 2011 esce la versione 1.4b che abilita la connessione a 120 Hz nella risoluzione 1080p.

### HDMI 2.0
La versione dell'HDMI 2.0 viene presentata il 4 settembre 2013 durante l'IFA 2013 di Berlino ed introduce le seguenti novità:
- 18 Gbit/s di banda passante massima totale (6 Gbit/s per canale).
- Supporto alla tecnologia HFR per i video 4K (2160p) girati a 48 o 60 fps (25 fps per i video 3D).
- Supporto a 32 canali audio.
- Supporto audio fino a 1536 KHz.
- Supporto al dynamic auto lip-sync (sincronizzazione labiale dinamica automatica).

Le nuove specifiche HDMI 2.0 non includono la definizione di nuovi cavi o connettori, pertanto i cavi "HDMI High Speed" e "HDMI High Speed with Ethernet" supportano l'aumento di banda passante dovuto alle nuove specifiche.
I dispositivi con HDMI versione 1.4a o 1.4b sono compatibili con le nuove specifiche 2.0 ma necessitano di un aggiornamento firmware.

#### HDMI 2.0a
L'8 aprile 2015 è stata presentata la versione 2.0a, che introduce il supporto al formato HDR10.
Il 5 ottobre l'HDMI Licensing Group ha annunciato l'avvio del Premium HDMI Cable Certification Program, un programma il cui fine è quello di creare nel mercato una distinzione chiara tra i cavi pienamente conformi alle specifiche del formato Ultra HD e i cavi che invece non lo sono. I test saranno effettuati presso un HDMI Authorized Testing Center (ATC) e si preoccuperanno di verificare il pieno supporto a:
- 18 Gbit/s di banda passante massima totale
- lo spazio dei colori BT.2020
- la tecnologia HDR10
- la capacità di ridurre le interferenze generate da segnali wireless esterni.

Tutti i cavi HDMI 2.0a che supereranno tali test potranno beneficiare di due tipi di certificazione:
- Premium High Speed HDMI Cables
- Premium High Speed HDMI Cables with Ethernet

Tali certificazioni saranno identificabili grazie ad un'etichetta a prova di manomissione e contraffazione, provvista anche di codice QR.

#### HDMI 2.0b
Il 12 dicembre 2016 è stata presentata la versione 2.0b, che introduce il supporto all'HLG (Hybrid Log-Gamma), il formato HDR sviluppato dalla BBC insieme alla NHK per le trasmissioni televisive (via satellite o via digitale terrestre). Tale formato non richiede l'acquisto di televisori nuovi ma solo un aggiornamento firmware, che oltretutto serve più ai decoder esterni che al tuner dei televisori.

### HDMI 2.1
Il 4 gennaio 2017 al CES di Las Vegas è stata presentata la versione 2.1, le cui specifiche sono state rilasciate ufficialmente ai produttori il 28 novembre.
Le novità di questa versione sono:
- Un nuovo cavo, momentaneamente chiamato 48G, in grado di supportare fino a 48 Gbit/s di banda passante massima totale, necessaria per risoluzioni fino a 10K a 120 fps. I connettori supportati sono A, C e D, e in totale i nuovi formati supportati sono 8:

1. 4K (3840 × 2160 pixel) a 50/60 fps
2. 4K (3840 × 2160 pixel) a 100/120 fps
3. 5K (5120 × 2880 pixel) a 50/60 fps
4. 5K (5120 × 2880 pixel) a 100/120 fps
5. 8K (7680 × 4320 pixel) a 50/60 fps
6. 8K (7680 × 4320 pixel) a 100/120 fps
7. 10K a 50/60 fps
8. 10K a 100/120 fps

- Supporto all'HDR dinamico, capace di gestire i dati relativi all'HDR fino ad ogni singolo fotogramma (l'HDR statico applica invece gli stessi dati all'intero flusso video).
- Miglioramento al canale di ritorno per l'audio (eARC, enhanced Audio Return Channel), che grazie ad un aumento della banda passante può gestire anche audio a oggetti, come il Dolby Atmos.
- Supporto al Game Mode VRR (Variable Refresh Rate), che abilita la GPU a gestire i fotogrammi in modo variabile appena vengono renderizzati, cosa che da una parte rende il video più fluido e dettagliato e dall'altra riduce o elimina lag, stuttering e screen tearing.[56]

L'HDR dinamico, l'eARC e il Game Mode VRR non richiedono necessariamente l'utilizzo del nuovo cavo e pertanto i produttori che volessero farlo potrebbero integrarli tramite un aggiornamento firmware anche in apparecchi con connessione HDMI 2.0.

#### HDMI 2.1a
Il 15 febbraio 2022 è stata presentata le versione HDMI 2.1a.

#### HDMI 2.1b
Il 10 agosto 2023 è stata presentata la versione HDMI 2.1b.

### Comparazione tra le versioni
| Versione HDMI                             | 1.0             | 1.1            | 1.2           | 1.3             | 1.4             | 2.0              | 2.1              |
| ----------------------------------------- | --------------- | -------------- | ------------- | --------------- | --------------- | ---------------- | ---------------- |
| Data di presentazione                     | 9 dicembre 2002 | 20 maggio 2004 | 8 agosto 2005 | 22 giugno 2006  | 28 maggio 2009  | 4 settembre 2013 | 28 novembre 2017 |
| Specifiche del segnale                    |                 |                |               |                 |                 |                  |                  |
| Larghezza di banda in trasmissione (Gb/s) | 4,95            | 4,95           | 4,95          | 10,2            | 10,2            | 18               | 48               |
| Data rate massimo (Gb/s)                  | 3,96            | 3,96           | 3,96          | 8,16            | 8,16            | 14,4             | 42,6             |
| Max character rate (TMDS clock)           | 165 MHz         | 165 MHz        | 165 MHz       | 340 MHz         | 340 MHz         | 600 MHz          | 1.2 GHz          |
| Specifiche audio                          |                 |                |               |                 |                 |                  |                  |
| Canali audio                              | 8               | 8              | 8             | 8               | 8               | 32               | 32               |
| Max frequenza di campionamento (kHz)      | 192             | 192            | 192           | 192             | 192             | 192              | 192              |
| Risoluzione e colori                      |                 |                |               |                 |                 |                  |                  |
| Risoluzione massima (pixel)               | 1920×1200       | 1920×1200      | 1920×1200     | 2560×1440       | 4096×2160       | 4096×2160        | 10328x7760       |
| Colori codificabili                       | 16,7 milioni    | 16,7 milioni   | 16,7 milioni  | 281475 miliardi | 281475 miliardi | 281475 miliardi  | 281475 miliardi  |
| Profondità colori massima (in bit)        | 24              | 24             | 24            | 48              | 48              | 48               | 48               |